# 19384 Winton
19384 Winton este un asteroid din centura principală de asteroizi.

## Descriere
19384 Winton este un asteroid din centura principală de asteroizi. A fost descoperit pe 6 februarie 1998 la Observatorul Kleť de Jana Tichá și Miloš Tichý. Asteroidul prezintă o orbită caracterizată de o semiaxă mare de 2,20 ua, o excentricitate de 0,18 și o înclinație de 3,0° în raport cu ecliptica.